# Unbreakable (canção de Westlife)
"Unbreakable" é o 15º single do grupo irlandês Westlife e é o primeiro single do álbum Unbreakable - The Greatest Hits Vol. 1. Foi lançado em 4 de novembro de 2002. Quebrou também um recorde para se tornar o maior 'saltador' na história da UK Singles Chart - entrar em 196º lugar, e 'pular' à 1º lugar na semana seguinte. Tornou-se o 11º single número um do grupo. A canção recebeu uma certificação de Prata no Reino Unido por mais de 210,000 cópias vendidas.

## Faixas
CD1
1. "Unbreakable" (Single Remix) - 4:28
2. "Never Knew I Was Losing You" - 4:55
3. "World of Our Own" (U.S. Video) - 3:29
4. "Behind The Scenes Footage" - 2:00 (filmagem dos bastidores)

CD2
1. "Unbreakable" (Single Remix) - 4:28
2. "Evergreen" (Single Remix) - 3:34
3. "World of Our Own" (U.S. Mix) - 3:29
4. "Fans Roll of Honour" - 2:00 (Lista de honra de fãs)

## Desempenho nas paradas
| Parada                           | Posição mais alta |
| -------------------------------- | ----------------- |
| Ö3 Austria Top 40                | 23                |
| Belgium (Flanders) Singles Chart | 10                |
| Danish Singles Chart             | 6                 |
| German Airplay Chart             | 14                |
| German Singles Chart             | 12                |
| Irish Singles Chart              | 1                 |
| Japan Hot 100 Singles            | 69                |
| Dutch Top 40                     | 19                |
| New Zealand Singles Chart        | 44                |
| Norwegian Singles Chart          | 9                 |
| Swedish Singles Chart            | 5                 |
| Swiss Singles Chart              | 41                |
| UK Singles Chart                 | 1                 |
| UK Radio Airplay Chart           | 14                |